# ويليام بارتون ويد دنت
ويليام بارتون ويد دنت هو محامي وقاضي وسياسي أمريكي، ولد في 8 سبتمبر 1806 في Bryantown, Maryland ‏ في الولايات المتحدة، وتوفي في 7 سبتمبر 1855 في نيونان في الولايات المتحدة. نشط حزبياً في الحزب الديمقراطي. وقد انتخب عضو مجلس نواب جورجيا ‏ وانتخب عضو مجلس النواب الأمريكي ‏.